# أ. بي. ستودارد
أ. بي. ستودارد (بالإنجليزية: A. B. Stoddard)‏ هي صحفية أمريكية، ولدت في 30 مارس 1967.

## وصلات خارجية
- أ. بي. ستودارد على موقع إن إن دي بي (الإنجليزية)